# Hotter than Hell (chanson de Dua Lipa)
Pour les articles homonymes, voir Hotter than Hell.
Singles de Dua Lipa
Last Dance
(2016) Blow Your Mind (Mwah)
(2016)
Clip vidéo
[vidéo] « Hotter than Hell », sur YouTube
Hotter than Hell est une chanson de la chanteuse anglaise Dua Lipa de son premier album studio éponyme. Elle est sortie le 6 mai 2016 en tant que quatrième single de l'album. La chanson est écrite par Dua Lipa et les membres du groupe britannique Ritual (en) Adam Midgley, Tommy Baxter et Gerard O'Connell.
Hotter than Hell a reçu des avis principalement positifs de la part des critiques de musique, avec des éloges sur son son tropical. La chanson est devenue un succès commercial en Europe et en Océanie. C'est devenu la première chanson de Lipa à se classer dans l'UK Singles Chart, où elle a fini par atteindre à la 15e place. La chanson s'est classée à la 17e place en Australie et a reçu respectivement une certification or et platine de la British Phonographic Industry (BPI) et de l'Australian Recording Industry Association (ARIA). La chanson a également figuré dans le top 40 de la Belgique, des Pays-Bas, de la Pologne et de la Slovénie.

## Crédits
Crédits provenant des notes d'accompagnement de Dua Lipa.
Enregistrement
- Enregistré aux KasaKoz Studios, Toronto
- Voix enregistrées au TaP Studio / Strongroom 7, Londres
- Mixage aux MixStar Studios, Virginia Beach, Virginie
- Mastérisé au Metropolis Mastering, Londres

Personnel
- Dua Lipa : voix, écriture
- Stephen "Koz" Kozmeniuk (en) – production, claviers, batterie
- Jay Reynolds (en) – production supplémentaire, claviers supplémentaires
- Tom Neville – production vocale
- Adam Midgley – écriture
- Tommy Baxter – écriture
- Gerard O'Connell – écriture
- Michael Sonier – assistance technique
- Serban Ghenea – mixage audio
- John Hanes – ingénieur du mixage
- Aadin Church – chœurs
- Talay Riley (en) – chœurs
- John Davis – mastering

## Classements et certifications

### Classements
| Classement (2016)                       | Meilleure position |
| --------------------------------------- | ------------------ |
| Allemagne (GfK Entertainment)           | 71                 |
| Australie (ARIA)                        | 17                 |
| Autriche (Ö3 Austria Top 40)            | 65                 |
| Belgique (Flandre Ultratop 50 Singles)  | 20                 |
| Belgique (Wallonie Ultratop 50 Singles) | 34                 |
| Écosse (OCC)                            | 6                  |
| Europe (Euro Digital Songs)             | 13                 |
| Finlande Airplay (Radiosoittolista)     | 46                 |
| Irlande (IRMA)                          | 24                 |
| Mexique (Mexico Ingles Airplay)         | 7                  |
| Nouvelle-Zélande Heatseekers (RMNZ)     | 5                  |
| Pays-Bas (Nederlandse Top 40)           | 10                 |
| Pays-Bas (Single Top 100)               | 32                 |
| Pologne (ZPAV)                          | 33                 |
| Roumanie (Airplay 100)                  | 46                 |
| Royaume-Uni (UK Singles Chart)          | 15                 |
| Slovaquie (IFPI Rádio)                  | 50                 |
| Slovaquie (IFPI Singles Digitál)        | 91                 |
| Slovénie (SloTop50)                     | 32                 |
| Suède (Sverigetopplistan)               | 44                 |
| Tchéquie (IFPI Rádio)                   | 36                 |
| Tchéquie (IFPI Singles Digitál)         | 96                 |

| Classement (2016)              | Position |
| ------------------------------ | -------- |
| Belgique (Flandre Ultratop)    | 80       |
| Pays-Bas (Nederlandse Top 40)  | 46       |
| Pays-Bas (Single Top 100)      | 97       |
| Royaume-Uni (UK Singles Chart) | 75       |

### Certifications
| Région | Certification | Ventes/Streams |
| --- | ------------- | -------------- |
| Australie (ARIA)                                                                                                 | Or            | 35 000‡        |
| Danemark (IFPI)                                                                                                  | Or            | 45 000^        |
| Pays-Bas (NVPI)                                                                                                  | Platine       | 40 000^        |
| Royaume-Uni (BPI)                                                                                                | Platine       | 600 000‡       |
| ^Mise en rayon selon la certification xNon précisé par la certification ‡ventes/streaming selon la certification |               |                |

## Historique de sortie
| Région | Date       | Format                    | Version   | Label            | Réf    |
| ------ | ---------- | ------------------------- | --------- | ---------------- | ------ |
| Divers | 6 mai 2016 | Téléchargement, streaming | Originale | Dua Lipa Limited | [ 32 ] |